# Измены
«Изме́ны» — российский трагикомедийный шестнадцатисерийный телесериал, снятый режиссёром Вадимом Перельманом по сценарию Дарьи Грацевич. Премьерный показ состоялся на телеканале ТНТ c 21 сентября по 1 октября 2015 года.
В 2019 году права на адаптацию телесериала были проданы американской телекомпании Paramount Television. Продюсером проекта стала президент компании Николь Клеменс.

## Сюжет
История о судьбах нескольких людей, которым и которые изменяют. Замужняя женщина Даша просит свою подругу детства Асю, у которой есть муж и трое любовников, научить её жить такой же «лёгкой и полноценной» (как ей кажется с первого взгляда) жизнью.

## Персонажи

### В главных ролях
| Актёр               | Роль                                                                  |
| ------------------- | --------------------------------------------------------------------- |
| Елена Лядова        | Ася (Анастасия) 32 года, дизайнер                                     |
| Глафира Тарханова   | Даша (Дарья) Щукина 30 лет, подруга детства Аси                       |
| Кирилл Кяро         | Кирилл Николаевич Пеньшин врач-оториноларинголог, муж Аси             |
| Евгений Стычкин     | Юра (Юрий) муж Даши, бизнесмен                                        |
| Вячеслав Чепурченко | Вячеслав Олегович (Слава) любовник Аси, студент                       |
| Михаил Трухин       | Вадим начальник Аси и её любовник                                     |
| Денис Шведов        | Никита Михалков любовник Аси, капитан ДПС                             |
| Артём Маркарьян     | Антон младший брат Кирилла                                            |
| Павел Майков        | Глеб Олегович детский врач-ортодонт, коллега Кирилла                  |
| Надежда Борисова    | Ольга Громова водитель Даши, тайно влюблена в неё, бывшая проститутка |
| Ольга Хохлова       | Галина Сергеевна мама Даши                                            |
| Александр Клюквин   | Олег Иванович отец Славы                                              |
| Юлия Яблонская      | Анна мать Славы                                                       |
| Владимир Белоусов   | Лев (Лёва) прораб, коллега Вадима                                     |

### В эпизодах
| Актёр            | Роль                             |
| ---------------- | -------------------------------- |
| Дмитрий Блохин   | друг Никиты                      |
| Елена Никитина   | помощница Глеба                  |
| Игорь Моравец    | начальник службы безопасности    |
| Янина Левкина    | девушка в фотоателье             |
| Сергей Калантай  | врач Даши                        |
| Юрий Петров      | профессор                        |
| Данила Шевченко  | менеджер гостиницы на час        |
| Артём Лысков     | менеджер автосервиса             |
| Евгения Соляных  | секретарь Олега Ивановича        |
| Мария Беляева    | мастер маникюра                  |
| Игорь Головин    | следователь                      |
| Мария Костикова  | девушка в регистратуре           |
| Роман Синицын    | турагент                         |
| Дмитрий Палеес   | Владимир                         |
| Алексей Галушко  | пациент Кирилла                  |
| Нона Булыгина    | Юля одногруппница Антона и Славы |
| Александр Ткачёв | Дима одногруппник Антона и Славы |

| Актёр                 | Роль                            |
| --------------------- | ------------------------------- |
| Лиза Блохина          | Ася в 16 лет                    |
| Василий Бриченко      | Кирилл в 20 лет                 |
| Анастасия Майорова    | Даша в 14 лет                   |
| Сергей Багаев         | таксист Аси                     |
| Григорий Кокоткин     | таксист Юры                     |
| Станислав Цвижба      | официант                        |
| Сабина Гусейнова      | Люда                            |
| Владислав Погиба      | тренер Даши                     |
| Елизавета Климова     | секретарша Юры                  |
| Екатерина Рябушинская | соседка                         |
| Лукерья Ильяшенко     | Ирина любовница Олега Ивановича |
| Василий Мичков        | хозяин квартиры                 |
| Николай Алипа         | мужик с лошадкой                |
| Вадим Перельман       | гопник                          |
| Олег Голосов          | Владимир пострадавший в ДТП     |

## Съёмки
Съёмки сериала проходили в Москве.

## Саундтрек
Саундтрек киносериала «Измены» появился в продаже на iTunes и Google Play с 25 сентября 2015 года.
| Исполнитель                                         | Название композиции          |
| --------------------------------------------------- | ---------------------------- |
| Alt-J                                               | Breezeblocks                 |
| SIBERIAHILLS                                        | Chocolate                    |
| Группа «Бигуди Шоу»                                 | Буду круче                   |
| The RIOTS                                           | Dance On Your Problems       |
| Группа IOWA                                         | Улыбайся                     |
| Karin Park                                          | Look What You’ve Done        |
| Dee-Dee                                             | Party All Night              |
| Пётр Привин                                         | Плавки жмут (Dj Varda Remix) |
| Garage Blues 3                                      | Big Boy                      |
| Иван Дорн                                           | Стыцамэн                     |
| Иван Дорн                                           | Так чисто                    |
| Alex Savanin feat. Patricia Edwards, Kirill Malahov | Broke                        |
| Группа «Прямо в губы»                               | Слова                        |
| Fargo                                               | Лишь слова                   |
| Sollar                                              | Get Down (Vintage Edit)      |
| Deep House                                          | Seven Deadly Spins           |
| Группа «Аферистки»                                  | Стасик                       |
| Hannibal Leq 2                                      | Pigeon Food                  |
| Unlockedoor                                         | Don’t Trust Me! (rmx)        |
| Malted Wax                                          | Let Them Fly                 |
| XCD260_07 — Album — Trap                            | Boi Be Trippin               |
| Radiohead                                           | Fade Out                     |
| Sea Of Bees                                         | Wizbot                       |
| Sea Of Bees                                         | Won’t be long                |

## Рейтинг
Сериал успешно стартовал в эфире канала ТНТ, обогнав по рейтингам премьеры на других телеканалах. По данным TNS Россия, у первой серии «Измен» 21 сентября 2015 года в слоте 21:00 — 21:50 доля телесмотрения по аудитории возраста 14—44 составила: для телеканала ТНТ — 18,2 %, для Первого канала — 13,5 %, для телеканала СТС — 12,4 %, а для «России-1» — 5,8 %. Премьеру сериала посмотрел каждый четвёртый россиянин в возрасте от 18 до 30 лет. Доля канала в данной аудитории составила 24,3 %, а рейтинг — 4,9 %.

## Отзывы о сериале
Сериал получил положительные оценки некоторых телекритиков.
- Анна Балуева, журналист газеты «Комсомольская правда»:

«Измены» режиссёра Вадима Перельмана с первой же серии интригуют — здесь всё оказывается не тем, чем кажется поначалу.
- Евгений Ткачев и Жан Просянов, журналисты Kino-teatr.ru:

«Измены» — семейная драма, в которой домашний очаг, как и дом из другого фильма Перельмана, тоже предстаёт эфемерной субстанцией из песка и тумана, мужчины существами с Марса, а женщины — с Венеры.
- Георгий Биргер в журнале «Афиша» отмечает, что сериал содержит феминистский посыл («впервые на экране героиня-женщина, которая изменяет мужу, спит с несколькими мужчинами и авторами за это не осуждается»), при этом:

В контексте самих «Измен» это разговор вовсе не про феминизм, а про самую обыкновенную правду, о которой люди обычно не хотят говорить вслух или даже знать, просто потому, что так в их обществе не принято.

## Награды
- 2016 — Премия «ТЭФИ» в номинации «Лучший телевизионный сериал»
- 2016 — Премия Ассоциации продюсеров кино и телевидения в номинациях «Лучший телевизионный сериал» и «Лучший сценарий»